# Nototriche coccinea
Nototriche coccinea là một loài thực vật có hoa trong họ Cẩm quỳ. Loài này được Hill. mô tả khoa học đầu tiên năm 1906.